# Praeaphanostoma parvum
Praeaphanostoma parvum är en plattmaskart som beskrevs av Rieger och Ott 1971. Praeaphanostoma parvum ingår i släktet Praeaphanostoma och familjen Isodiametridae. Inga underarter finns listade i Catalogue of Life.